# کیش‌پالی
کیش‌پالی (به مجاری:  Kispáli) یک منطقهٔ مسکونی در مجارستان است که در زالا واقع شده‌است.